# اره‌کش‌آرواره
اره‌کش‌آرواره (نام علمی: Pristerognathus) نام یک سرده از زیرراسته ددسران است.